# お牧の方
お牧の方（おまきのかた、生没年不詳）は、戦国時代の女性。明智光秀の母とされる人物。なお、当時の史料で光秀の母の名は確認できず、牧という名の典拠は不明。

## 略歴
『続群書類従』（第五輯下）所収の「明智系図」によると、光秀の母は武田義統の妹で、明智光隆の妻となり光秀を生んだという。また、進士信周を光秀の実父とする「明智氏一族宮城家相伝系図書」（『大日本史料』所収）では、光秀の母は明智光隆の妹とされる。
『総見記』によると、織田信長の八上城攻めの際、光秀は波多野秀治らに開城を求め、身の安全の保証として母・お牧を人質として送った。波多野らは投降するも、信長は約束を破り彼らを処刑した。激怒した波多野の遺臣らはお牧の方を処刑したという（しかしこの話は創作の域を出ない）。
岐阜県恵那市明智町にはお牧のものとされる墓が残っている。

## 演じた俳優
- 野際陽子 - NHK大河ドラマ 『秀吉』 (1996年)
- 石川さゆり - NHK大河ドラマ 『麒麟が来る』 (2020年)